# Джидея-парк (станція)
51°34′55″ пн. ш. 0°12′23″ сх. д. / 51.582° пн. ш. 0.2063° сх. д.
Джидея-парк (англ. Gidea Park) — залізнична станція на залізниці Great Eastern Main Line обслуговує квартал Джидея-парк, лондонське боро Гейверінг, Східний Лондон. Розташована за 21.7 км від станції Ліверпуль-стріт. Тарифна зона — 6. Пасажирообіг за 2017 рік — 2.861 млн.
Станцію було відкрито 1 грудня 1910 року, під назвою Squirrels Heath & Gidea Park, на залізниці Great Eastern Railway. Станція на початок 2018 року є під орудою TfL Rail, з 2019 — Crossrail, зі станції потягами можна буде дістатися до станцій в центрі Лондона, а також в Редінг та Аеропорт Лондон-Хітроу

## Пересадки
- Автобуси оператора London Buses маршрутів 294, 496, 649, 650 та 674.